# Amt Brückenau
Das Amt Brückenau war ein Amt des Hochstifts Fulda, des Fürstentums Nassau-Oranien-Fulda, Frankreichs, des Großherzogtums Frankfurt, Österreichs und zuletzt Bayerns. Ab dem 18. Jahrhundert wurde es auch als Oberamt bezeichnet.

## Funktion
In der Frühen Neuzeit waren Ämter eine Ebene zwischen den Gemeinden und der Landesherrschaft. Die Funktionen von Verwaltung und Rechtsprechung waren hier nicht getrennt. Dem Amt stand ein Amtmann vor, der von der Landesherrschaft eingesetzt wurde. 

## Bestand
Das Amt soll folgende Ortschaften umfasst haben:
- Breitenbach
- Brückenau
- Geroda
- Mitgenfeld
- Modlos
- Oberleichtersbach
- Riedenberg
- Römershag
- Burg Schildeck
- Schönderling
- Schondra
- Unterleichtersbach
- Völkersberg

## Geschichte

### Fulda
Das Amt Brückenau war ein Amt des Klosters und späteren geistlichen Fürstentums Fulda. Durch dessen (Finanz)krisen seit dem hohen Mittelalter wurden Teile davon auch immer wieder verpfändet, so ist 1443 und 1448 die Rede von einer Pfandschaft der Grafschaft Hanau bezüglich "Brückenau" – ohne das gesagt wird, ob sich das auf die Stadt Brückenau oder das Amt bezog. 1458 wird berichtet, dass die Stadt Brückenau ein Kondominat gewesen sei, an dem Hanau beteiligt war.

### Hanau / Mainzer Kondominat
Richard Wille gibt an, dass das Amt Brückenau ein Kondominat zwischen Hanau und Kurmainz gewesen sei. Vermutlich auf diese Quelle und die dort publizierte Karte gestützt, entstand das Kartenblatt Grafschaft Hanau-Münzenberg nach ihrer politischen Gliederung zur Zeit des dreißigjährigen Krieges, das sich in der Grafischen Sammlung des Historischen Museums Frankfurt befindet. Diese Angaben werden aber in der Literatur, die sich explizit mit dem Kloster und Fürstentum Fulda beschäftigt, nicht gestützt.

### Nach dem Ende des Hochstifts Fulda
Im Rahmen des Reichsdeputationshauptschlusses wurde das Hochstift Fulda 1803 aufgelöst und dem Fürstentum Nassau-Oranien-Fulda eingegliedert. Dort wurde das Amt Brückenau als Amt I. Klasse fortgeführt. Durch Bekanntmachung vom 22. März 1805 wurde das Amt Motten aufgelöst und dem Brückenau zugeordnet. 1806 wurde das Fürstentum Nassau-Oranien-Fulda französisch besetzt und 1810 Teil des Großherzogtums Frankfurt. In der Franzosenzeit war die Bezeichnung des Amtes Distriktsmairie Brückenau, an der Struktur änderte sich nichts (siehe hierzu Gerichtsorganisation im Großherzogtum Frankfurt). Insbesondere die Trennung der Rechtsprechung von der Verwaltung wurde nicht eingeführt.
Gemäß der Schlussakte des Wiener Kongresses vom 9. Juli 1815 ging das Amt Brückenau an Österreich über. Dieses übertrug jedoch am 14. April 1816 das Amt im Rahmen eines Gebietstausches an das Königreich Bayern. 1819 wurde es in das Landgericht Brückenau umgewandelt.

## Amtshaus

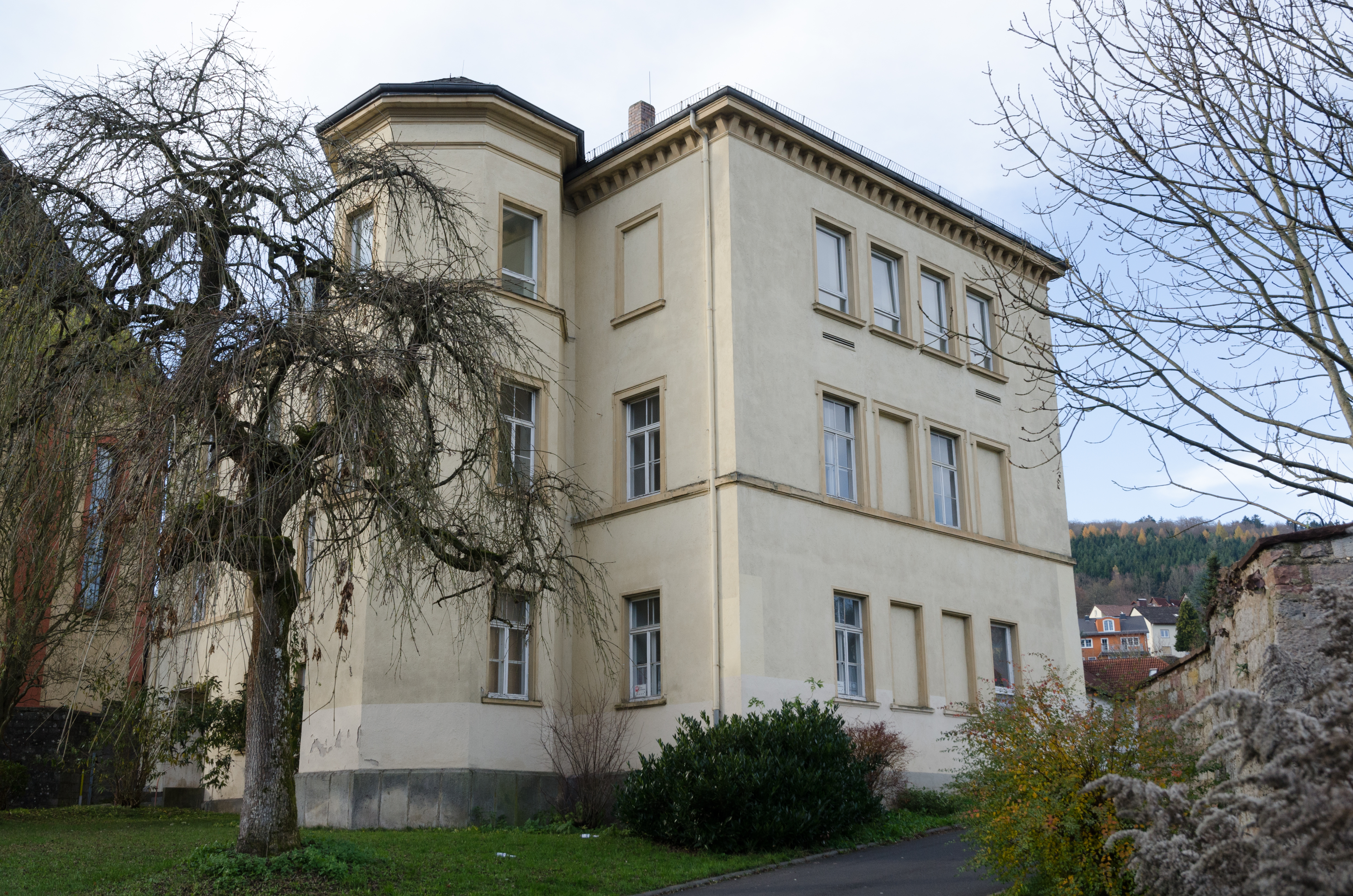
Amtshaus

Sitz des (Ober-)Amtmanns war das Amtshaus, Kirchgasse 6 in Brückenau. Der dreigeschossige Walmdachbau mit südlichem Treppenturm stammt im Kern aus dem 16./17. Jahrhundert. Das Amtshaus wurde im Zuge des Stadtbrandes teilweise zerstört und um 1876 wiederhergestellt. Das Haus steht als Baudenkmal unter Denkmalschutz (siehe auch Liste der Baudenkmäler in Bad Brückenau).
Koordinaten: 50° 18′ 39″ N, 9° 47′ 29,3″ O

## (Ober-)Amtmänner
- Oberamtmann Johann Philipp Freiherr von Münster [1755][9]
- Oberamtmann Amand Freiherr von Ebersberg gen. Weyhers und Leyen (1872–1803)[10][11]